# Piter Poel
Piter Poel (Taufname wohl Peter, auch Pieter Poel; * 17. Juni 1760 in Archangelsk; † 3. Oktober 1837 in Altona) war Diplomat und Herausgeber des Altonaischer Mercurius. Er war das Patenkind des Großfürsten Peter, des späteren Zaren Peter III.

## Leben
Poel stammte aus einer holländischen Kaufmannsfamilie (Jacobus Poel und Magdalena geb. von Brienen), die 1762 von Archangelsk nach Hamburg übersiedelte. Seine Mutter starb bereits kurz nach der Ankunft und Piter wuchs vom 3. bis 6. Lebensjahr zusammen mit seiner 3 Jahre älteren Schwester Magdalena zunächst in einem französischen Mädchenpensionat auf und erhielt anschließend privaten Unterricht.
Von 1776 bis 1778 machte er auf Wunsch seines Vaters eine kaufmännische Lehre in Bordeaux und ging danach bis 1780 nach Genf. Von 1780 bis 1783 studierte er an der Göttinger Universität Rechts- und Staatswissenschaften sowie Geschichte. In Göttingen wurde er 1781 Mitglied des einflussreichen Studentenordens ZN und musste noch im selben Jahr wegen eines Duells die Universität zeitweise verlassen. Nach dem Abschluss des Studiums war Poel von 1783 bis 1784 im Collegium der Auswärtigen Angelegenheiten in Sankt Petersburg als Sekretär im Kapitänsrang angestellt. Er hatte einflussreiche Beziehungen durch seinen Onkel mütterlicherseits, Abraham van Brienen.
Poel bat dann aber um Beurlaubung vom Dienst und verließ Russland. Von 1784 bis 1785 hielt er sich in Stockholm auf, um eine Anstellung im schwedischen Dienst zu bekommen. Trotz der Fürsprache einflussreicher Verwandter bekam er jedoch keine Anstellung, da seine reformierte Konfession in dem streng lutherischen Schweden als Hinderungsgrund galt.
Poel kehrte zunächst nach Hamburg zurück und wurde ein enger Freund Caspar Voghts, mit dem er im Frühjahr 1786 nach Paris und London reiste. Voght verschaffte ihm Zugang zum Kreis um den Kaufmann Georg Heinrich Sieveking und den Arzt Johann Albert Heinrich Reimarus. Dort lernte Poel auch seine Frau Friederike Elisabeth Büsch kennen, eine Tochter des Gelehrten Johann Georg Büsch, die er 1787 heiratete. Ebenfalls dank Voghts Vermittlung erlangte Poel ein königliches Privileg zur Herausgabe des Altonaischen Mercurius, der seinerzeit bedeutendsten deutschsprachigen Zeitung im gesamten Norden, sowie des Landeskalenders. In Altona besaß Poel ab 1789 ein Stadthaus in der Großen Freiheit „zwischen de Valory und der Brüdergemeinde“ und wohnte später im Sommer auf dem Landsitz Neumühlen, den er im November 1793 zusammen mit Sieveking und Conrad Johann Matthiessen (1751–1822) erworben hatte und der sich zu einem weit über Hamburg hinaus bekannten Treffpunkt der gebildeten weltoffenen Bürgerelite entwickelte. Nach Sievekings Tod 1799 rückte Poel ins Zentrum dieses „Neumühlener Kreises“ und galt als Seele des Zirkels. Nachdem der Landsitz 1811 aus wirtschaftlichen Gründen (Folgen der von Napoleon verhängten Kontinentalsperre) verkauft werden musste, verbrachte Poel die Sommer zunächst in Teufelsbrück und von 1816 bis 1822  zusammen mit Caspar Voght in Flottbek.
Poels geschäftliche und private Beziehungen erstreckten sich nahezu über ganz Europa. Er war ein Anhänger der Französischen Revolution, später aber enttäuscht von der Politik Napoleons. Er trat unter anderem als Berater seines Vetters Claes Bartholomeus Peyron, seit 1792 schwedischer Ministerresident beim Niedersächsischen Kreis in Hamburg, in Erscheinung und wurde während der Befreiungskriege vom Altonaer Oberpräsident Conrad Daniel von Blücher zu Verhandlungen mit den Kronprinzen von Schweden, Marschall Bernadotte, entsandt. Poel engagierte sich als Sekretär des Altonaer Vereins zur Unterstützung französischer Emigranten und gab diverse politische Schriften und Zeitschriften heraus. Nach dem Ende der Franzosenzeit engagierte sich für eine Reform des Armenwesens und für die Gründung von Sparkassen.
Piter Poel starb in Altona am 3. Oktober 1837 (Totenregister der reformierten Kirche in Altona: Alter 77 Jahre 3 Monate 15 Tage) und wurde begraben im Erbbegräbnis auf dem Nordfriedhof in Altona am 6. Oktober 1837. Piter und Friederike Poel hatten elf Kinder. Sein Sohn Ernst übernahm die Herausgabe des Altonaer Mercur. Seine Tochter Emma war eine Mitbegründerin der organisierten Diakonie in Deutschland.

## Ehrungen
Nach Piter Poel ist seit 1929 der Poelsweg im Hamburger Stadtteil Hamm benannt.

## Schriften
- Hamburgs Bürger im Frühjahr 1813, in: In Ferdinand Stillers schleswig-holsteinischer gemeinnütziger Allmanach, auf das Jahr 1815, Altona 1815
- Über Sparbanken (1819)
- Erinnerungen eines Greises. In: Altonaer Mercurius 1835–37. Hamburg-Altona 1835–37[6]
- Bilder aus vergangener Zeit, nach Mittheilung aus großentheils ungedruckten Familienpapieren. [Hrsg. und eingeleitet von Gustav Poel ],
  - Theil 1. Bilder aus Piter Poels und seiner Freunde Leben. 1760–1787. Hamburg 1884, (Digitalisat)